# Lucia Valerio
Lucia Valerio (Milano, 28 febbraio 1905 – Milano, 26 settembre 1996) è stata una tennista italiana, per un decennio, tra la fine degli anni '20 e la metà degli anni '30, autentica dominatrice del tennis femminile italiano, una tra le migliori rappresentanti che il tennis azzurro abbia mai avuto nei tornei internazionali. È stata la prima tennista italiana a vincere gli Internazionali d'Italia (1931), impresa riuscita poi ad Annalisa Bossi nel 1950, a Raffaella Reggi nel 1985 e a Jasmine Paolini nel 2025. È stata campionessa italiana assoluta per dieci anni consecutivi, dal 1926 al 1935, record rimasto imbattuto.

## Biografia
Figlia del calciatore Guido Valerio, fondatore e poi dirigente del Milan, pratica equitazione, sci e scherma, prima di dedicarsi completamente al tennis. Al Tennis Club Milano è stata vista palleggiare fino all’età di 91 anni, ossia fino a poche settimane prima di morire nel 1996.

## Carriera
Nel 1926, appena ventunenne, vince nel singolare il primo dei suoi dieci Campionati italiani, successo che bissa nel doppio misto. Si ripete l'anno successivo in entrambe le specialità e, nel 1928, nel solo singolare. Giunge in finale nel Torneo di Mentone, dove perde dalla spagnola Lilí de Álvarez, una delle più forti tenniste dell'epoca.
Nel 1929 vince il torneo di doppio a Mentone, in coppia con Marjorie Morrill. Partecipa agli Internazionali di Francia e raggiunge il secondo turno, perdendo dalla beniamina di casa Simonne Mathieu per 6-4, 6-3. Si ripete, agli "assoluti", per la quarta volta nel singolare e per la terza volta nel "misto". Da quel momento è considerata la numero uno in Italia sino al suo ritiro.
L'anno successivo è finalista a Cannes, dove perde in tre set da Elizabeth Ryan. Vengono inaugurati, a Milano, gli Internazionali d'Italia e Lucia Valerio è subito protagonista, giungendo in finale nel singolare, per cedere nuovamente a Lilí de Álvarez (3-6 8-6 6-0), ma vincendo il torneo di doppio, in coppia con la spagnola. Giunge in finale anche nel doppio misto, in coppia con il britannico Pat Hughes. Ai Campionati assoluti ripete l'accoppiata singolare-misto, in coppia con Giorgio De Stefani.
Nel 1931 è ancora finalista a Cannes, sia nel singolare che nel doppio. Vince il torneo di doppio, a Monaco, in coppia con Cilly Aussem e, con la stessa, raggiunge la finale di doppio agli Internazionali d'Austria. Trionfa, nel singolare, agli Internazionali d'Italia, sconfiggendo, in finale, la forte statunitense Dorothy Andrus per 2-6 6-2 6-2; si aggiudica anche il "misto", sempre con Pat Hughes, mentre nel doppio, con la Andrus, cede alle italiane Anna Luzzatti e Rosetta Gagliardi. Al Roland Garros raggiunge i quarti di finale nel singolare, eliminata da Cilly Aussem, e il secondo turno nel doppio. È finalista, sia nel singolare che nel doppio, al Torneo di Le Touquet e agli Internazionali della Svizzera a Montreux. Si ripete ancora con l'accoppiata singolare-misto agli "assoluti".
Vince i Campionati del Mediterraneo a Cannes, nel 1932, battendo la francese Ida Adamoff. È finalista anche nel doppio. Sette giorni dopo, sempre a Cannes, raggiunge la finale in tutte e tre le specialità (singolare, doppio e doppio misto). È finalista anche a Mentone, dove cede a Simonne Mathieu, e a Napoli, al Campionato partenopeo. In questo torneo si aggiudica il trofeo del doppio, in coppia con la statunitense Dorothy Burke. Agli Internazionali d'Italia, dopo aver superato, in semifinale, la fortissima tedesca Cilly Aussem, cede a Ida Adamoff in due set. Perde la finale anche nel torneo di doppio. Raggiunge gli ottavi di finale nel singolare e il secondo turno nel doppio al Roland Garros del 1932. Esordisce sull'erba di Wimbledon perdendo ancora una volta, al terzo turno, da Simonne Mathieu. Stesso risultato nel doppio, in coppia con Dorothy Andrus. In agosto vince il torneo di Villa d'Este e conferma ancora una volta la sua superiorità in campo nazionale, sia nel singolare che nel doppio misto, ai Campionati assoluti. Infine, con la squadra italiana, intraprende una tournée in India e vince il singolare nell'East and West of India Championships.
Nel 1933 è ancora finalista, nel doppio, agli Internazionali d'Italia, in coppia con Elizabeth Ryan. Raggiunge il secondo turno, sia in singolare che nel doppio, al Roland Garros ed a Wimbledon ottiene il suo miglior risultato internazionale, raggiungendo i quarti di finale. Bisognerà attendere 56 anni per vedere un'altra italiana, la milanese Laura Golarsa, ripetere l'impresa. Nel doppio raggiunge gli ottavi di finale. È per l'ottava volta consecutiva campionessa italiana assoluta nel singolare.
L'anno dopo è finalista a Mentone, Bordighera e Sanremo, sempre nel singolare. Vince, sia nel singolare che nel doppio, il Torneo di Capri e in tutte e tre le specialità il Campionato partenopeo. Agli Internazionali d'Italia del 1934 cede ancora una volta in finale, ma soltanto alla statunitense Helen Hull Jacobs, forse la più forte tennista tra le due guerre e una delle più forti di tutti i tempi (6-3 6-0). Al Roland Garros giunge nuovamente ai quarti di finali, eliminata nuovamente dalla Mathieu. Solo anni più tardi, tra le tenniste italiane, Annalisa Bossi Bellani riuscirà a collocarsi per tre volte tra le prime otto nei tornei del Grande Slam, record poi uguagliato e superato da Francesca Schiavone e altre campionesse del XXI secolo. A Wimbledon raggiunge il secondo turno, ma si aggiudica il Plate, cioè il torneo londinese di consolazione. Agli "assoluti" vince nuovamente il titolo italiano del singolare.
Nel 1935 giunge in finale, nel doppio, a Beaulieu-sur-Mer e, nel singolare, a Monte Carlo. A Sanremo si aggiudica il torneo di doppio ed è finalista nel singolare e nel "misto". Agli Internazionali d'Italia, allestiti a Roma al Foro Mussolini, batte in semifinale Cilly Aussem, ma cede in finale a un'altra grandissima campionessa, la danese Hilde Sperling (6-4, 6-1). Vince i Campionati del Mediterraneo Orientale ad Atene. Raggiunge gli ottavi di finale al Roland Garros. Al Torneo di Wimbledon si ferma ancora al secondo turno, ma si aggiudica nuovamente il torneo di consolazione. Agli "assoluti" vince il decimo titolo italiano nel singolare. Si ritira nel 1936, accettando un incarico tecnico nella federazione.

### Caratteristiche tecniche
Il giornalista specializzato Gianni Clerici la definisce una regolarista da fondo campo, più forte nel dritto che nel rovescio. Vestiva sempre in tenuta rigorosamente bianca, gonna lunga e calze fitte, ampia visiera.